# Dywizja Piechoty Dennewitz
Dywizja Piechoty Dennewitz, Schatten-Division Dennewitz, niem. Schatten (pozorna) – jedna z niemieckich szkieletowych dywizji piechoty. Pod jej nazwą funkcjonowała 584 Dywizja Grenadierów Ludowych Dennewitz.